# Engels gras
Engels gras (Armeria maritima) is een vaste plant uit de strandkruidfamilie (Plumbaginaceae). De soort staat op de  Nederlandse Rode lijst van planten als vrij zeldzaam en sterk afgenomen.

## Beschrijving
De plant wordt 5-50 cm hoog. Engels gras bloeit van mei tot de herfst met meestal roze bloemen, er komen incidenteel ook witte of rode bloemen voor. De hoofdjes met bloemen hebben ongeveer een straal van 3 cm. Ze trekken veel insecten. De buitenste schutbladen hebben een groene middenstreep en de binnenste schutbladen zijn meestal vliezig en stomp. De kelkslippen zijn kort genaald. De vrucht is een driekleppige doosvrucht. De steel van de bloeiwijze kan zowel behaard als kaal zijn. De grasachtige bladeren zijn 1-5 mm breed en hebben een middennerf die aan de onderkant uitsteekt.
Engels gras wordt door insecten bestoven of bestuift zichzelf, de zaden worden door de wind verspreid.

## Voorkomen

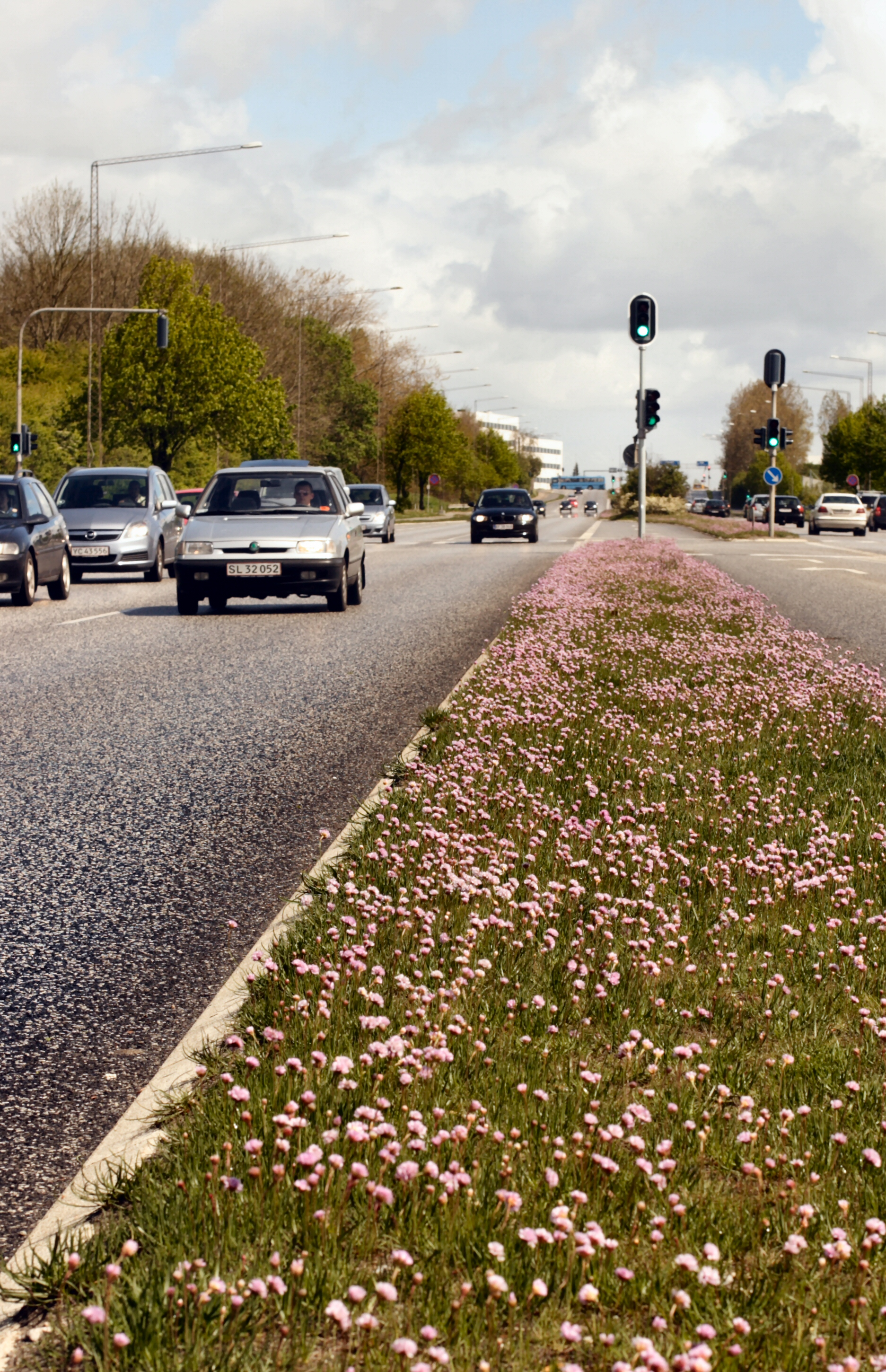
Engels gras als bermplant

De soort groeit op zilte open, zonnige, vochtige tot droge, matig voedselarme tot matig voedselrijke, matig zure, stikstofarme tot stikstofrijke bodem. Ze komt voor op hoge, zandige kwelders en groene stranden, in brakke graslanden en langs zeedijken. Soms ook op niet zilte zandige, niet te zware klei en op stenige plekken. Het gewas wordt ook gekweekt voor in de siertuin.
De plant is vrij algemeen op de Waddeneilanden, vrij zeldzaam langs de kust en in het deltagebied en op de Hondsbossche Zeewering en langs de autowegen op de Veluwe. Ze is zeldzaam voorkomend langs de IJsselmeerkust.
Doordat het een zouttolerante plant is, groeit ze plaatselijk talrijk langs wegen die in de winter met zout bestrooid worden. Daarnaast kan de plant nog groeien op zink- en loodhoudende grond, zoals in zinkweiden. De plant kan dan tot 0,7 % zink en 0,15 % lood bevatten.
Het voorkomen van de soort langs de Geul in de omgeving van Epen werd in 1911 beschreven door Eli Heimans in Uit ons Krijtland.

## Engelse threepence

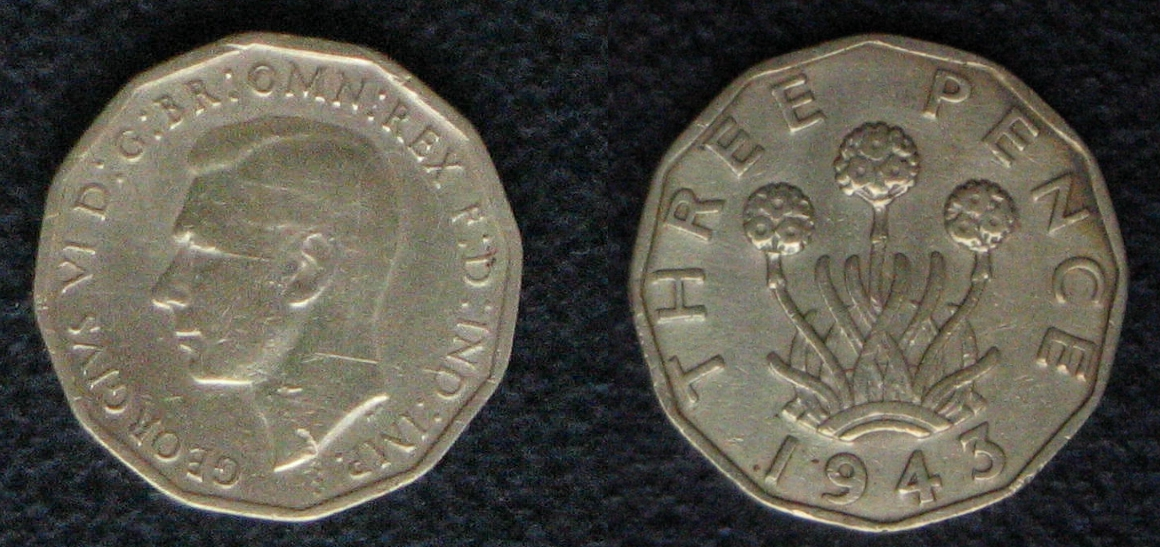
Engels gras op de Britse threepence

Van 1937 tot 1952 stond het Engels gras afgebeeld op de Britse threepence-munt. Wellicht was dat bedoeld als een woordspeling: Engels gras heet in het Engels 'thrift' en dat woord betekent ook 'zuinigheid'.